# Robert Buffaz
Robert Buffaz est un chasseur sous-marin français.
Il est le découvreur de l'épave antique de l'avant-port de Carry, devant la Côte Bleue (Marseille), dont le contenu de blocs de pierre était destiné à l'édification des murs de fortifications de la cité phocéenne.

## Palmarès
- Champion d'Europe par équipes en 1955 (à Majorque, îles Baléares (Espagne)) (devant l'équipe de... Libye);
- Vice-champion d'Europe individuel en 1955 (à Majorque).